# Calliphora abina
Calliphora abina är en tvåvingeart som beskrevs av Hall 1948. Calliphora abina ingår i släktet Calliphora och familjen spyflugor.
Artens utbredningsområde är Colorado. Inga underarter finns listade i Catalogue of Life.